# Hands Tied
A Hands Tied Toni Braxton amerikai énekesnő harmadik kislemeze hetedik, Pulse című stúdióalbumáról. Először 2010. január 29-én lehetett hallani, Braxton hivatalos weboldalán. A rádióadóknak február 23-án küldték el.
Braxton egy nappal az album megjelenése előtt, május 3-án előadta a dalt egy korábbi dalával, a Breathe Againnel együtt a The Mo'Nique Showban. Másnap az NBC The Today Show című műsorában adta elő a dalt legsikeresebb slágerével, az Unbreak My Hearttal együtt.

## Videóklip
A Hands Tied videóklipjét Bille Woodruff rendezte, együtt az ugyanekkor forgatott Make My Heart videóklippel. A klipben Braxton sztriptízt ad elő egy bárban, miközben a férfiak nézik, de nem érinthetik meg. Szerepel benne több színész is: Michael Jai White, Eric Balfour, Victor Webster és Jensen Atwood. A klipet április 14-én mutatták be.

## Helyezések
A dal a 80. helyen nyitott az amerikai Billboard Hot R&B/Hip-Hop Songs slágerlistán, és a 14. héten felért a 29. helyre
| Slágerlista (2010)                  | Legmagasabb helyezés |
| ----------------------------------- | -------------------- |
| USA Billboard Hot R&B/Hip-Hop Songs | 29                   |